# Leatherhead (TMNT)
Leatherhead är en fiktiv karaktär i berättelserna om mutantsköldpaddorna Teenage Mutant Ninja Turtles. Seriefiguren skapades 1987 av Ryan Brown, som också skapade de tecknade serierna Wild West C.O.W.-Boys of Moo Mesa för ABC. Han är en muterad alligator (vissa säger att han är en krokodil). Han förekommer i alla versioner utom långfilmerna och next mutation.

## Mirageserierna
Ursprungligen var Leatherhead en liten alligator som hamnat i kloakerna. I kloakerna stötte han på utromerna från TCRI, som tog honom sitt högkvarter. Där kom han i kontakt med mutagenet, vilket förvandlade honom till en humanoid intelligent varelse.
Efter att ha levt med utromerna skildes han från den då TCRI-byggnaden förstördes. Leatherhead levde nu i kloakerna där han anfölls av jägaren Mr. Marlin. Under ett anfall från jägaren stötte Leatherhead på sköldpaddorna. Sköldpaddorna hjälpte Leatherhead att besegra jägaren, och lät Leatherhead leva i deras gamla hem.
Dock stötte Fotklanens ninjor på en ögonlappsbärande Leatherhead i kloakerna. I fruktan att Leatherhead skulle döda dem lovade de att hjälpa honom att skapa sin teleportör. Leatherhead godkände hjälpen och ninjorna började arbeta med att skapa den, men stoppades av sköldpaddorna. Efter en mindre strid lärde sig sköldpaddorna att Fotninjorna faktiskt hjälpte Leatherhead. Besvärade över händelse, beslutade sig sköldpaddorna sig för att hjälpa mutantalligatorn. Då teleportören stod klar kunde Leatherhead ta sig till utromernas hem. Men istället för att teleportera Leatherhead, exploderade teleportören. Detta misstag blev för mycket för Leatherhead och i vrede dödade Leatherhead sina två assistenter från Fotklanen och svor att hämnas på sköldpaddorna, som han beskyllde för att sabotera hans försök att ta teleportera sig.
Leatherhead återkom senare i volym 4. Han kommer till Splinters begravning. Där syns han brottas mot Raphael och simmar sedan iväg. Det är oklart om hur hans senare förhållande till sköldpaddorna är, men Raphaels kommentar att han hoppas att han inte skadade Leatherhead antas visa att förhållandet är bra.
Han har också medverkat i två nummer av Tales of the Teenage Mutant Ninja Turtles, volym  2. I nummer åtta upptäcks en mentalt instabil Leatherhead av Raphael försöka bygga en annan teleportör. Leatherhead ses hysa stor avund mot Donatello, och dödar nästan Raphael då han misstar honom för Donatello (alla fyra sköldpaddor bär röda bananas i Mirageserien). Då teleportören är färdig går den plötsligt igång och teleporterar fram tre utromer; vilka beskjuter Leatherhead med en strålpistol, och tar med sig honom och förstör teleportören innan de sticker iväg.
I nummer 23 tar utromerna hjälp av sköldpaddorna att rädda Leatherhead från en grupp avfällingsutromer som kallar sig "The Illuminated," samma som en gång tog iväg honom i avsnitt åtta, i ett försök att klona en armé av mutanter för i deras "världsrensningsagenda". Det avslöjas att The Illuminated i hemlighet drogar Leatherhead, så han omedvetet hjälper dem att bygga den andra teleportören från nummer åtta, och sedan vaknar och minns lite. Det gjorde också att hans skadade öga läkte, och han växte i storlek. Sköldpaddorna räddar Leatherhead, besegrar klonerna, och stöder förstörelsen av The Illuminated. Leatherhead återvänder dock till Jorden med sköldpaddorna istället för att ta sig till utromernas hemvärld. Alla dessa händelser utspelar sig mellan volym 2 och 4 av Mirageserierna.
Ursprungligen, på flera serie serietidningsmöten, hade Ryan Brown tänkt att Leatherhead skulle död mot slutet av Tales of the Teenage Mutant Ninja Turtles Vol. 1, #6 genom att falla ner i kloaken då jägaren jagade honom med TMNT-skaparen Peter Laird motsatte sig idén och lät Leatherhead överleva och återvända till kloakerna med sköldpaddorna.
Ryan Brown återvände beskriva sin seriefigur efter 19 år i Tales of the Teenage Mutant Ninja Turtles i september 2007. Då Leatherhead simmade stötte han på en grupp av utomjordingar vid namn Sigmurethites och anföll dem. Utrom-beskyddaren Dr. X medverkar också i detta nummer, i ett exoskelett i skepnad av en kvinnlig vetenskapsman.

## Image Comics (Volym 3)
Då två barn hittas halvätna i kloakerna misstänker Leonardo att Leatherhead ligger bakom. Då Leatherhead spåras är Leonardo överraskad över att hitta mutantalligatorn medvetslös och bunden. Innan han hinner befria Leatherhead angrips Leonardo av kung Komodo och hans medhjälpare, som är varaner, vilka dödade barnen.
Efter strid mot kung Komodo lyckas Leonardo dödas hans medhjälpare, men knockas medvetslös och får ena handen avbiten. Leonardo vaknar upp timmar senare och lyckas befria Leatherhead och tillsammans, med hjälp av Michelangelo och Casey Jones, besegrar kung Komodo.
Därefter presenterar Leatherhead, som glömt sin fejd med sköldpaddorna, dem Dr. X, en utrom som lämnades då TCRI-byggnaden kollapsade. Tillsammans med Dr. X och sköldpaddorna lyckas Leatherhead bygga en ny teleportör, men istället råkar energin teleportera en grupp triceratoner till Leatherheads hem.
Under striden mellan triceratonerna och sköldpaddorna lyckas Leatherhead besegra flera triceratoner. Dock, under striden med sista triceratonen, börjar teleportören krångla och Dr. X och den icke-namngivna triceratonen teleporteras till för övriga okänd ort.

## 1987 års tecknade TV-serie
I 1987 års tecknade TV-serie är Letherhead en fiende till sköldpaddorna. Han började som en vanlig alligator tills han råkar simma in i en mutagenförorenad (på grund av Krang och Shredder) del av träsket där han muteras till sin humanoida form. Han lever i den del av Floridas träskmarker som kallas Everglades, där han jagar sköldpaddornas vänner Punkgrodorna (Napoleon, Ghengis, Attila och Rasputin) i avsnittet "Leatherhead: Terror of the Swamp". Han stöter senare, i avsnittet "Leatherhead Meets the Rat King", på Råttkungen. Till en början slåss de mot varandra, men allierar sig då deras försök att döda varandra misslyckades och istället försöker de hjälpas åt för att besegra sköldpaddorna. Han allierar sig återigen med Råttkungen i avsnittet "Splinter Vanishes", där de planerar att ta över New York med hjälp av rått- och alligatorrobotar när de får kännedom om sköldpaddornas splittring. I avsnittet "Night of the Rogues," anställde Shredder honom och Råttkungen; liksom Slash, Tempestra, Anthrax, Scumbug, och Chrome Dome för att hjälpa honom och Krang att förinta sköldpaddorna. Hans vanliga kläder är en väst, gummiskor och hatt; och han talar cajundialekten. Han bär även björnskinn och kräftor. Han är survivalist och spanare. Den ursprungliga skaparen av seriefiguren, Ryan Brown, ändrade Leatherheads karaktär för denna versionen.
Leatherheads röst lästes av Jim Cummings som också läste rösten åt andra av Ryan Browns seriefigurer, som "Dakota Dude" och "Saddlesore Scorpion" från Wild West C.O.W.-Boys of Moo Mesa.

## Archieserierna
Leatherhead börjar sitt liv som djur som blir muterad av mutagen i alla versionerna utom i serietidningsversionen Teenage Mutant Ninja Turtles Adventures av Archie Comics, där han börjar som en fattig människa vid namn Jess Harley som levde i träskmarkerna och blev förvandlad då "häxan" Mary Bones använde Trollstenen (Tankestenen). Leatherhead blev senare fribrottningshjälte på Stumpasteroiden och senare en medlem av Mighty Mutanimals. Han och övriga medlemmar i gruppen blev dödade innan Teenage Mutant Ninja Turtles Adventures avslutades.
Ryan Brown har, på flera serietidningsmöten, förklarat att karaktären Jess Harley är en vördnad till hans favoritskådespelare, Lance Henriksen, och är namngiven efter två karaktärer från hans favoritfilmer, Jesse Hucker in Near Dark och Ed Harley från Pumpkinhead.
I Media Dubb:s dubbning till svenska av 1987 års tecknade TV-serie benämndes Leatherhead med det försvenskade namnet Läderfodralet.

## 2003 års tecknade TV-serie
I 2003 års TV-serie är han en vän till sköldpaddorna. Hans röst lästes av F.B. Owens under säsong 2 och 3 och av Gary Lewis under säsong 4.
Precis som i sjätte numret 1987 av Mirage Studios Tales of the Teenage Mutant Ninja Turtles, är Leatherhead ursprungligen ett exotiskt djur som faller ner i kloakerna, och på något vis hamnar på utrombasen. Efter att ha kommit i kontakt med samma mutagen som också förändrade sköldpaddorna, blev han en stor humanoidkrokodil. Med en intelligens på samma nivå som Donatello, levde han med utromerna som han såg som sin "familj". Han lämnades dock kvar under Shredders attack, då utromerna tvingades fly Jorden. Han stötte senare på Baxter Stockman, som han hjälpte skapa en ny kropp då han arbetade med en teleportör för att återigen nå utromerna. Genom en olycka stötte Leatherhead på Michelangelo, som såg att han levde i sköldpaddornas gamla hem. Efter en strid mellan sköldpaddorna och Baxter Stockman, lärde sig Leatherhead att Baxter Stockman arbetade med Shredder och anföll honom. Striden slutade med att Leatherhead gav sitt liv åt sina vänner.
Leatherhead återkom senare, och överlevde på grund av sin styrka, i Agent Bishops laboratorium efter att sköldpaddorna blivit tillfångatagna av honom. Efter att ha blivit befriad hjälpte han sina vänner fly, och under en tid levde han i sköldpaddornas hem. Leatherheads djuriska vrede som redan var farlig, gjordes ännu farligare av Agent Bishops experimenterande. I blint raseri anföll Leatherhead Michelangelo, då Leatherhead kom till sans trodde han att han dödat sin vän.
Deprimerad lämnade Leatherhead sköldpaddorna och jagades av en extremt farlig jägare, Mr. Marlin, genom kloakerna. Dock räddades han av sina vänner. Leatherhead valde dock att leva på avstånd från sina vänner på grund av sin något kluvna personlighet, och levde på en närliggande plats (en övergiven tunnelbanestation som påminde om sköldpaddornas hem från den andra och tredje långfilmen) så han alltid kunde vara nära dem, men ändå deras säkerhet.
Leatherhead medverkade flera gånger senare för att hjälpa sköldpaddorna, huvudsakligen i deras strider mot Fotklanen och Agent Bishop. Han hjälpte dem även att anfalla Shredders hemliga avfyrningsramp, och anföll Shredder. Dock gick Shredders medhjälpare Hun emellan, och båda föll in i en silo. Båda överlevde, och Leatherhead återvände till sitt hem. Han avslöjas senare ha hjälpt Donatello att skapa monsterjägarutrustningen, använd av sköldpaddorna mot Bishops mutantvarelser. Han visas också vara vän med Donatello, och är djupt deprimerad då hans vän muteras och han inte kan hjälpa honom.
Leatherhead arbetade tillsammans med de andra sköldpaddorna för att jaga Donatello. Senare hjälpte han dem att tränga in i Agent Bishops högkvarter vid Area 51. Där hamnade han i bråk med en muterad Donatello. He använde där Agent Bishops resurser för Bishops raseriutbrott, trots sin avund mot Agent Bishop. Han var också inblandad i striden mot Tengu Shredder.

## 2012
I 2012 års TV-serie debuterar Leatherhead i avsnittet "It Came From the Depths", och hans röst läses där av Peter Lurie. Han är i denna version en vän till sköldpaddorna.
Leatherhead var en vanlig alligator som ägdes av en pojke, tills en dag då pojkens föräldrar spolade ner honom i toaletten. Han hittades av Kraang, som tog med sig honom hem och muterade honom, och utsatte honom för experiment. Leatherhead flydde med ett fragment som Kraang använde för att öppna porten. Tillbaka på Jorden angrep Leatherhead kloakarbetarna, då sköldpaddorna gav sig ut för att undersöka. Leatherhead angriper först sköldpaddorna, innan de blir vänner.

## Datorspel
Leatherhead medverkar i Teenage Mutant Ninja Turtles III: The Manhattan Project till Nintendo Entertainment System, som boss på kloakbanan. Han medverkar även som boss i MS-DOSspelet Teenage Mutant Ninja Turtles: The Manhattan Missions som boss i Baxter Stockmans laboratorium, där han dock är olik övriga framträdanden. Han memedverkar även i Teenage Mutant Ninja Turtles: Turtles in Time, både i arkadversionen och till Super Nintendo Entertainment System, som nivåboss på tågnivån 1885: Bury My Shell at Wounded Knee. Han är också första boss i Teenage Mutant Ninja Turtles: The Hyperstone Heist till Sega Mega Drive/Sega Genesis. I dessa versioner liknar ser han ungefär ut som i 1987 års tecknade TV-serie.
Leatherhead medverkar även i Teenage Mutant Ninja Turtles 2: Battle Nexus.
I Teenage Mutant Ninja Turtles 3: Mutant Nightmare syns Leatherhead i bakgrunden mot slutet av Episode 1. Det finns ingen förklaring till varför han syns där, med sköldpaddorna Casey Jones och April O' Neil. Scenerna togs dock från 2003 års TV-serie.